# التورق

## الورق
الورق في اللغة (بكسر الراء والإسكان) هي الدراهم من الفضة، والتورق طلب الورق أي الدراهم.
وفي الاصطلاح الفقهي التورق هو شراء سلعة ليبيعها إلى آخر غير بائعها الأول للحصول على النقد. مثال ذك ان يشتري سلعة بثمن مؤجل ثم يبيعها لآخر نقداً ليحصل على ثمنها الحال لرغبته في الحصول على النقد.
فان باعها إلى نفس بائعها الأول فهي العينة الممنوعة، اما ان باعها إلى طرف ثالث فهي التورق.

## حكم التورق
اختلف العلماء المسلمين في حكم التورق على قولين كما يلي:

### القول الأول: التورق جائز
وهو قول الجمهور من أهل العلم من المالكية والشافعية والأحناف، وهو رواية عن أحمد بأن هذه المعاملة جائزة
ذهب جمهور الفقهاء إلى جواز شراء الرجل سلعة بالاجل وبيعها إلى غير بائعها نقداً وغرضه الحصول على النقود، وكلمة التورق من عبارات الحنابلة. أما المذاهب الأخرى فيعرض فقهاءها إلى التورق عند الحديث عن العينة فيفرقون بينها وهي ممنوعة وبين التورق وهو جائز عند جمهورهم. واستدلوا على القول بالجواز بالكتاب والسنة والقياس. اما الكتاب فقوله تعالى: «وأحل الله البيع» إذ يدل ذلك على إباحة كل بيع إلا مادل دليل معتبر على حرمته ولا دليل هنا على حرمة التورق وقد أثبت شيخ الإسلام ابن تيمية ان الأصل في العقود والشروط الإباحة إلا ما دل الدليل على حرمته. ومن السنة على الأحاديث في البيع وهي في نفس المعنى. اما القياس فلان البيع توافرت فيه أركانه وشروطه وخلا من المفسدات كالغرر والجهالة والربا ونحو ذلك.
وقد تضافرت الفتاوى المعاصرة على جواز هذا البيع أيضاً، منها قرار مجمع الفقه الإسلامي التابع لرابطة العالم الإسلامي في دورة مؤتمره الخامسة عشرة (رجب 1419هـ) حيث قرر جواز التورق، وكذا هيئة كبار العلماء في المملكة العربية السعودية واللجنة الدائمة فيها، كما أفتى بجوازه المفتى العام للمملكة العربية السعودية السابق الشيخ عبد العزيز ابن باز والمفتي العام الأسبق الشيخ محمد بن إبراهيم آل الشيخ (فتوى رقم 1569 المنشورة في المجلد السابع من فتاوى ورسائل).

### القول الثاني: التورق حرام
وهو الرواية الثانية عن أحمد، وهذه الرواية رجحها شيخ الإسلام ابن تيمية وابن القيم.
قال ابن القيم: راجع الناس شيخنا ابن تيمية مراجعة شديدة في هذه المسألة وهو حاسم حازم فيها، وكان يقول: هي ربا
والأدلة على التحريم ما يلي:

#### الدليل الأول: على التحريم
حديث عمر بن الخطاب  قال: قال رسول الله صلى الله عليه وسلم: (إنما الأعمال بالنيات وإنما لكل امرئ ما نوى)، وجه الدلالة من هذا الحديث: أن الرجل كان ينوي مبادلة مال بمال، فأصبح صرفاً نسيئة بنقص، وهذا لا يجوز؛ لأن النبي ﷺ قال: (لا تبيعوا غائباً بناجز إلا يداً بيد)، فكانت الصورة صورة صرف، مائة نسيئة وليست نقداً بثمانين نقداً، فالذي اشترى السلعة وباعها، نيته ليس الانتفاع بالسلعة إنما يريد الصرف فقط، فنيته سيولة المال، فكأنه أخذ المائة ألف وصرفها بثمانين نسيئة، أي: دخل في الربا مرتين، فالنسيئة ربا، وربا النسيئة هو الأصل الذي حرمه الشرع، فلذلك يحرم عليه؛ لأنه يصرف المائة بالثمانين أو الثمانين بالمائة دون التقابض في المجلس.

#### الدليل الثاني: على التحريم
لما سئل ابن عباس  وأرضاهما عن رجل يريد أن يشتري السلعة ويبيعها ليستفيد بسيولة المال، فقال له: هي دراهم بدراهم بينهما حرير، أي: أنه صنفها من ناحية الصرف، وهذا أثر عن ابن عباس ولا مخالف له.

#### الدليل الثالث: على التحريم
ورد عن عمر بن عبد العزيز  وأرضاه أنه قال: التورق هو أصل الربا؛ فإن الله تعالى حرم أخذ دراهم بدراهم أكثر منها إلى أجل؛ لما في ذلك من ضرر المحتاج وأكل ماله بالباطل، وهذا المعنى موجود، ويكون جلياً في هذه الصورة.
فهذه هي الأدلة التي استدل بها ابن القيم التي تنهى عن مشابهة اليهود في المعاملات الظاهرية والباطنية ثم ذيلها بحديث رسول الله صلى الله عليه وسلم: (قاتل الله اليهود حرم الله عليهم الشحوم، فأذابوها ثم باعوها فأكلوا ثمنها)، حرم عليهم أكل الشحوم، فقالوا: ما أكلناها وما دخل في المعدة منها شيء، لكنهم أكلوا ثمنها فاعتبرهم الله جل في علاه، أنهم قد أكلوها مع أنهم ما أكلوها حقيقة، إنما أكلوا ثمنها، عاملهم بما في نيتهم، فأصبحوا كالأكلة، وأخذهم الله جل وعلا بما فعلوا.

## كلام ابن تيمية وابن القيم في المسألة
ذهب شيخ الإسلام ابن تيمية وكذا تلميذه ابن القيم إلى عدم جواز التورق مع ان المشهور عند الحنابلة الجواز. وقد ذكر ابن تيمية لقوله هذا مستندين الأول انه من بيع المضطر وقد ورد النهي عن بيع المضطر، والثاني انه حيلة على الربا.

### القول بان التورق من بيع المضطر
نهى رسول الله صلى الله عليه وسلم عن بيع المضطر وللحديث روايات اقواها مارواه أبو داوود باسناده عن شيخ من بني تميم قال: خطبنا علي رضي الله عنه قال نهى رسول الله صلى الله عليه وسلم عن بيع المضطر وبيع الغرر وبيع الثمرة قبل ان تدرك. ورواه البيهقي عن شيخ من بني تميم عن علي قال سيأتي على الناس زمان عضوض يعض الموسر على ما في يديه ولم يؤمر بذلك قال تعالى: "ولا تنسوا الفضل بينكم". يعز الاشرار ويستذل الاخيار وما يمنع المضطرون وقد نهى رسول الله صلى الله عليه وسلم عن بيع المضطر ومن بيع الغرر وعد بيع الثمرة قبل ان تطعم".
وليس للمعترض على التورق حجة فيما ذكره ابن تيمية لسببين: الأول لضعف اسناد هذه الأحاديث فهي لا تنهض حجته للقول بالمنع.
قال الخطاب في معالم السنن "في استناده رجل مجهول (ص677 ج3).
وقال ابن حزم في المحلى «لو استند هذا الخبران لقلنا بهما مسرعين ولكنهما رسلان ولا يجوز القول في الدين بالمرسل» (المحلى).
والثاني: ان المعنى الذي من أجله منع بيع المضطر لا يظهر في التورق وبخاصة في تطبيقاته المصرفية. قال الخطابي في معنى بيع المضطر: «بيع المضطر يكون على وجهين احدهما ان يضطر إلى العقد عن طريق الإكراه عليه فلا ينعقد العقد والثاني ان يضطر إلى البيع لدين أو مؤنة ترهقه فيبيع مافي يده بالوكس من اجل الضرورة فسبيله من حيث المرؤه ان لا يترك حتى يبيع ماله ولكن يعان ويقترض ويستمهي إلى الميسرة حتى يكون فيه بلاغ فان عقد البيع على هذا الوجه صح ولم يفسخ».

### ان التورق حيلة على الربا
قال ابن العثيمين في اعلام الموقعين «وكان شيخنا رحمه الله يمنع من مسألة التورق وروجع فيه مراراً وانا حاضر فلم يرخص فيها وقال: المعنى الذي لأجله حرم الربا موجود فيها بعينه مع زيادة الكلفة بشراء السلعة وبيعها والخسارة فيها...» (اعلام الموقعين ج3 ص22).
فابن تيمية يراه حيلة على الربا وهو ربما كان كذلك في زمن ابن تيمية ولك الآن –ان كان حيلة- هو حيلة للهروب من الربا. ونحن لو طبقنا عليه كلام ابن تيمية في الحيل لوجدنا القول بان التورق المصرفي المعاصر حيلة على الربا غير سديد. يقول في مسألة الحيلة في الفتاوى ج29 ص 447 «وأصل هذا الباب ان الأعمال بالنيات وانما لكل امرء ما نوى فان كان قد نوى ما احله الله فلا بأس وان نوى ما حرم الله وتوصل إليه بحيلة فان له ما نوى» فلا تكون حيلة إلا ان ينوي محرماً يتوصل إليه بالتحايل.
والمتورق ليس نيته ارتكاب الحرام بل نيته اجتناب الحرا كيف لا والحرام مشرعة ابوابه امامه وهو أقل كلفة ونفقة ثم يتركه ويأخذ بالتورق لاجتناب الحرام.
ويضيف في ابواب الحيل ص 241 "وكذلك إذا اتفقنا على معاملة ربوية ثم اتيا صاحب حانوت..." فهذا دليل على أن المحتال يقصد الحرام ثم يلبس بلباس المباح".
ويقول «هذه المعاملة وامثالها التي يقصد بها بيع الدراهم بأكثر منها إلى أجل هي معاملة فاسدة» (438) وجلي ان ليس هو مقصد همها.

## اعتراضات ودفعها
قصد المشتري انما هو الحصول على النقود.
الجواب ان ذلك لا تأثير له على صحة المعاملة إذ ان التورق كسائر العقود الأخرى المطلوب فيه تحقق صورته الشرعية اما نية العاقد فلا أثر لها فالنوايا لا يعلمها إلا الله عزوجل. فيحرم البيع إذا لم تتحقق الصورة الشرعية ويجوز بتحققها. يشهد لذلك ما ورد في صحيحي البخاري ومسلم ان رسول الله ﷺ استعمل رجلاً على خيبر فجاءه بتمر جنيب (والجنيب هو الطيب، والجمع هو الردئ) فقال له «أكل تمر خيبر هكذ» قال يا رسول الله انا لنأخذ الصاع من هذا بالصاعين والصاعين بالثلاثة فقال له  «لا تفعل بع الجمع ثم ابتع بالدراهم جنيباً». إذ ان مبادلة التمر بالتمر يشترط فيها التساوي لان التمر من الأموال الربوية التي وردت في حديث الاصناف الستة. فانظر كيف ان تغير صورة العقد نقله من الحرمة إلى الحل مع ان الغرض والقصد في كلا الحاليين واحد.

## طريقة تنفيذ عمليات التورق في البنوك
يقوم البنك بشراء كمية من السلع لنفسه (جملة) ثم يبيعها إلى عملائه (تجزئةً) وعندما يتقدم العميل إلى البنك فانه يطلب شراء كمية محددة من سلعة يملكها البنك وقت البيع وموجودة في مستودعات مخصصة لتلك السلعة. وهو بيع على الوصف ومعلوم انه يجوز بيع السلعة على الوصف أو على رؤية متقدمة فإذا قبضها المشتري وجاءت على خلاف الوصف كان بالخيار ان شاء قبل وان شاء رد، وان جاءت على الوصف لزم البيع.
فإذا قبل البنك الطلب باعه كمية من السلعة المتفق على بيعاً مؤجلاً بثمن مقسط ولما كانت السلع موجودة في مستودعات في أماكن متفرقة لزم ان ينص في عقد البيع على اشتراط مكان وفاء البنك بالسلعة للعميل. بمجرد حصول الإيجاب والقبول بين البنك والعميل تصبح السلعة ملكاً لذلك العميل المشتري وهي سلعة معينة وليست «قفيزة من صبره». فإذا كانت في مستودعات منظمة كان لها رقم تسلسلي بحيث يتعين في عقد الشراء ما وقع عليه البيع، ويجوز له التصرف فيها بالبيع إلى طرف ثالث. وهو عندئذٍ مخير ان شاء احتفظ بها في ملكه ودفع مصاريف التخزين لصاحب المستودع، وان شاء قبضها في مكان الوفاء بحسب ما اشترط البائع في العقد وهو موقع المستودع وتصرف بها.
وإذا رغب ان يوكل البنك بان يبيعها على طرف ثالث بالسعر الجاري في السوق وان يقبض ثمنها نيابة عنه وان يودع ذلك الثمن في حسابه فله ان يفعل ذلك لان مثل هذه الوكالة جائز لا بأس به.

## هل الوكالة بالبيع في التورق جائزة
الجواب ان توكيل العميل البنك ببيع البضاعة المملوكة له إلى طرف ثالث أمر جائز، على أصل جواز التوكيل من جائز التصرف. والقول بجواز هذه الوكالة ليس جديداً بل ورد في فتوى للشيخ محمد بن إبراهيم آل الشيخ المفتي العام الأسبق للمملكة العربية السعودية، حيث سئل عن رجل اشترى من تاجر سلعة بالأجل يريد التورق ووكله ببيعها في الحراج وقبض الثمن نيابة عنه فأجاز ذلك وقد ورد نص الفتوى المذكورة في المجلد السابع من فتاوى ورسائل للشيخ محمد بن إبراهيم آل الشيخ (ص64).
نخلص من كل ذلك ان التورق إذا جرى بالطريقة الصحيحة فهو وسيلة لحصول من يحتاج إلى النقد حصوله على السيولة دون الوقوع في الربا المحرم إذ التورق داخل في باب البيع وليس القرض.